# Timandra
Na mitologia grega, Timandra (Τιμάνδρα) era filha de Leda com Tíndaro, portanto meia irmã de Helena, Clitemnestra, Pólux e Castor. Casou com Équemo, rei de Arcádia, com quem teve um filho Ládoco. Largou Équemo e casou com Fíleo, rei de Dulíquio.